# Journal of Integer Sequences
O Journal of Integer Sequences é uma respeitada revista acadêmica de acesso aberto e revisada por pares em matemática pura, especializada em trabalhos de pesquisa sobre teoria dos números.
Foi fundada em 1998 por Neil Sloane. Sloane havia publicado anteriormente dois livros sobre sequências de números inteiros e, em 1996, fundou a On-Line Encyclopedia of Integer Sequences (OEIS). Precisando de um espaço para artigos de pesquisa sobre as sequências que estava reunindo no OEIS, fundou a revista..
Desde 2002, a revista é hospedada pela University of Waterloo, tendo o professor emérito de Waterloo, o matemático Jeffrey Shallit, como editor-chefe. Entre os seus editores está o matemático francês Jean-Paul Allouche, Directeur de Recherche (Diretor de Pesquisas) do Centre national de la recherche scientifique  (CNRS). Não há cobrança de taxas para os autores, e todos os artigos são disponibilizados gratuitamente aos leitores. A revista publica aproximadamente apenas 50 artigos anualmente..
O SCImago Journal Rank classifica o Journal of Integer Sequences nas áreas de matemática discreta e combinatória. Ela está indexada na Mathematical Reviews e na Zentralblatt MATH.

## Links externos
- «Sítio oficial»
- A Enciclopédia On-line de Sequências de Inteiros (em português)